# Huelga de hambre en la cárcel de Segovia
La huelga de hambre en la cárcel de Segovia tuvo lugar en el mes de enero de 1949 en la Prisión Central de Mujeres de Segovia en plena dictadura franquista.

## Contexto
En 1939, al término de la guerra civil, la Dirección General de Prisiones proyectó la creación de tres grandes sanatorios penitenciarios antituberculosos en Valencia, Segovia y Pamplona, con el objetivo de concentrar a los presos enfermos de tuberculosis. Así, lo que en Segovia había sido el Hospital Asilo Penitenciario pasó a denominarse Sanatorio Penitenciario Antituberculoso en 1941 y, a partir de 1943, se transformó en un sanatorio exclusivo para mujeres. En 1943 llegaron al sanatorio procedentes de otras cárceles, Josefina Amalia Villa, Tomasa Cuevas, Mercedes Gómez Otero, Consuelo Peón y Palmira San Juan. Fueron alojadas en una sala en malas condiciones, con el suelo encharcado y recién encalada como medida de desinfección. Al día siguiente, ellas tuvieron que encargarse de la limpieza del lugar. En octubre de 1946 se constituyó como Prisión Central de Mujeres; sin embargo, aunque dejó de ser un sanatorio antituberculoso, muchas presas que ingresaron allí lo hacían enfermas. A finales de año llegaron procedentes de la cárcel de Ventas un centenar de presas con condenas largas por militancia política comunista.

## Hechos
En enero de 1949, las presas se enteraron por compañeras que trabajaban en las oficinas de que recibirían una visita importante. Esta noticia se confirmó con la inusual entrega de sábanas, el cambio de colchones, la limpieza de las instalaciones y arreglos en la enfermería. El 25 de enero, la abogada chilena M. Klinfel, que estaba investigando los sistemas penitenciarios de Europa, visitó el penal acompañada por María Topete, representante del director general de Prisiones. Las presas comunistas del penal, coordinadas con socialistas y anarquistas, designaron a Gómez Otero para exponer las deficiencias del penal en nombre de todas. Durante la visita, Klinfel se dirigió primero a Pilar Claudín, una joven presa, y luego interrogó a Gómez Otero sobre el motivo de su encarcelamiento. Ella le respondió que estaba presa por luchar contra el régimen de Franco. La abogada reaccionó afirmando que España era el mejor país para vivir según su experiencia en Europa. Gómez Otero le contestó que la situación parecía favorable solo desde una perspectiva superficial y turística, insistiendo en que la realidad en los hogares obreros era muy diferente. Además le expuso las pésimas condiciones en que vivían, atormentadas por el hambre, el frío y la ínfimas medidas sanitarias. El inesperado diálogo alteró el plan previsto y llevó a la Dirección del penal a finalizar abruptamente la visita, sin que se accediera a la cuarta galería, también ocupada por presas políticas. El director convocó una Junta de Disciplina extraordinaria, en la que se decidió atribuir la responsabilidad del incidente únicamente a Gómez Otero ya que reconocer que se trataba de una acción organizada de carácter político por parte de las presas habría significado aceptar una insubordinación colectiva, lo que podría provocar una inspección externa y poner en entredicho la autoridad de la Dirección del penal.
El castigo fue la reclusión en celda de castigo por tiempo ilimitado. La Dirección del penal, temiendo un motín debido al creciente descontento entre las presas políticas, decidió trasladar a Gómez Otero a la celda de castigo durante la siesta del día siguiente. Sin embargo, el traslado provocó un fuerte alboroto mientras las presas se negaban a regresar a sus celdas.  Ante la gravedad de la insubordinación, que involucraba a una gran parte de las internas, el director solicitó refuerzos de la Prisión Provincial, de donde llegaron trece funcionarios. Dirigidos por el propio director, los refuerzos emplearon la fuerza para controlar la situación. Tras controlar el motín, las funcionarias, con la ayuda de algunas presas comunes, procedieron a registrar a las presas políticas. Les confiscaron todas sus pertenencias, que inicialmente fueron arrojadas al patio y, posteriormente, almacenadas.
La Junta de Disciplina decretó un severo castigo colectivo. Se impuso incomunicación total, tanto oral como escrita, el cierre del Economato, la prohibición de paseos, de recibir encargos y de realizar trabajos manuales hasta nueva orden. Además, propusieron la pérdida del tiempo redimido y del derecho a futuras redenciones para las internas con destinos que participaron en la insubordinación. La Junta también identificó a las principales cabecillas de la protesta. A todas ellas se les aplicó el Reglamento y fueron sancionadas, por falta muy grave, a sesenta días de reclusión en celda y propuesta al Patronato de pérdida del tiempo redimido.
Entretanto, las presas habían comenzado una huelga de hambre. Se les privó de abrigo hasta altas horas de la noche, a pesar del frío intenso del invierno en Segovia, se les retiraron los utensilios de aseo y no recibieron toallas durante cinco días. También se les confiscaron sus pertenencias personales, como labores, hilos, ropa y papel. Las celdas eran tan húmedas que resultaba imposible sentarse en el suelo y, durante el día, al carecer de petates, debían permanecer de pie. La huelga finalizó el 30 de enero. Se les habían unido algunas presas comunes que también fueron castigadas. Hasta septiembre no se reintegraron todas las presas a la vida ordinaria de la cárcel.

### Participantes
La dirección de la cárcel reflejó que 171 reclusas de un total de 383 se unieron a la huelga de hambre, prácticamente todas las presas políticas. Entre ellas estaban Josefina Amalia Villa, Manuela del Arco, Vicenta Camacho Abad, Juana Doña, Mercedes Gómez Otero, Enriqueta Otero, Soledad Real, María Salvo, Nieves Torres.

## Consecuencias
Los mayores perjuicios se tradujeron en el retraso o paralización de la libertad condicional, se quitaron las camas y la cocina del Economato además de las graves consecuencias físicas. Fueron suspendidas las órdenes de puesta en libertad de Antonia García, Victoria Martín y Francisca García por haber cumplido ya condena hasta que no se retractaran.
En 1956 se trasladó a las reclusas y algunas funcionarias a la prisión de Alcalá de Henares. Las últimas presas políticas de la prisión fueron María Salvo, Soledad Real, Mercedes Cotto, María Postigo y Mercedes Gómez Otero.

## Reconocimientos
- En febrero de 2014, en la sala Ex.Presa 2, en el centro cultural La Cárcel, acogió la exposición 'Segovianas/os presas/os del Franquismo', con la que se pretendió recuperar la huelga.[2]
- En 2024 se realizó en Segovia un coloquio con familiares de presas junto al historiador Santiago Vega con motivo del 75 aniversario de la huelga.[5]